# 장가현
장가현(張佳賢, 1977년 5월 9일 ~ )은 대한민국의 배우, 모델, 레이싱 모델, 사업가이다.

## 생애
1977년 5월 9일 서울특별시 강남구에서 2녀 중 장녀로 태어났다. 본관은 인동로, 1997년 한국 모터 챔피언십을 통해 레이싱 모델로 데뷔하였고, 1998년 영화 《조용한 가족》을 통해 배우로 데뷔하였다.

## 경력
- 1997년 한국 모터 챔피언십 레이싱 모델
- 2012년 양평군 홍보대사
- 2016년 그레이스 하우스 대표이사
- 2017년 더불어민주당 문화 ICT 융합 콘텐츠 특별위원

## 출연 작품

### 드라마
| 연도 | 방송사       | 제목                                              | 역할                                          | 비고      |
| ---- | ------------ | ------------------------------------------------- | --------------------------------------------- | --------- |
| 2008 | KBS 2TV      | 《부부클리닉 사랑과 전쟁 - 연어》                 | 연희                                          | 1부작     |
| 2008 | KBS 2TV      | 《부부클리닉 사랑과 전쟁 - 위장 부부》            | 안희정                                        | 1부작     |
| 2008 | KBS 2TV      | 《부부클리닉 사랑과 전쟁 - 내 남편의 아내》       | 유진                                          | 1부작     |
| 2008 | KBS 2TV      | 《부부클리닉 사랑과 전쟁 - 친절한 요가 선생님》   | 예린                                          | 1부작     |
| 2009 | KBS 2TV      | 《부부클리닉 사랑과 전쟁 - 일등 신붓감》          | 연수                                          | 1부작     |
| 2010 | KBS 2TV      | 《추노》                                          | 여염집 마님                                   | 24부작    |
| 2010 | MBC          | 《황금물고기》                                    |                                               | 133부작   |
| 2010 | KBS 2TV      | 《매리는 외박중》                                 |                                               | 16부작    |
| 2010 | SBS          | 《웃어요, 엄마》                                  |                                               | 50부작    |
| 2010 | SBS          | 《시크릿 가든》                                   | 극장에서 김주원의 자리에 가방을 올려놓은 여자 | 20부작    |
| 2011 | MBC          | 《짝패》                                          | 월향                                          | 32부작    |
| 2011 | SBS          | 《49일》                                          | 웨딩드레스 매장 직원                          | 20부작    |
| 2011 | MBC          | 《최고의 사랑》                                   | 기자                                          | 16부작    |
| 2012 | KBS 2TV      | 《부부클리닉 사랑과 전쟁 2 - 결혼은 사치다》      |                                               | 1부작     |
| 2012 | KBS 2TV      | 《부부클리닉 사랑과 전쟁 2 - 완벽한 결혼》        |                                               | 1부작     |
| 2012 | SBS          | 《그래도 당신》                                   |                                               | 124부작   |
| 2012 | SBS          | 《유령》                                          | 대한전력 직원 노신일 부인                     | 20부작    |
| 2012 | SBS          | 《신사의 품격》                                   | 박민숙의 친구                                 | 20부작    |
| 2012 | tvN          | 《로맨스가 필요해 2012》                          | 선재경을 스카웃 하려는 여자                   | 16부작    |
| 2012 | KBS 2TV      | 《부부클리닉 사랑과 전쟁 2 - 애인》               |                                               | 1부작     |
| 2012 | SBS          | 《다섯 손가락》                                   |                                               | 30부작    |
| 2012 | KBS 2TV      | 《부부클리닉 사랑과 전쟁 2 - 실종》               |                                               | 1부작     |
| 2012 | KBS 2TV      | 《부부클리닉 사랑과 전쟁 2 - 주폭 마누라》        |                                               | 1부작     |
| 2012 | KBS 2TV      | 《부부클리닉 사랑과 전쟁 2 - 위험한 거래》        | 강주희                                        | 1부작     |
| 2013 | KBS 2TV      | 《부부클리닉 사랑과 전쟁 2 - 내 남편의 모든 것》  |                                               | 1부작     |
| 2013 | KBS 2TV      | 《부부클리닉 사랑과 전쟁 2 - 그림자 아내》        |                                               | 1부작     |
| 2013 | KBS 2TV      | 《부부클리닉 사랑과 전쟁 2 - 동서가 간다》        | 선경                                          | 1부작     |
| 2013 | KBS 2TV      | 《부부클리닉 사랑과 전쟁 2 - 사랑해 엄마》        | 이모                                          | 1부작     |
| 2013 | KBS 2TV      | 《부부클리닉 사랑과 전쟁 2 - 친구와 호구 사이》   | 희영                                          | 1부작     |
| 2013 | SBS          | 《못난이 주의보》                                 | 디자인A팀장                                   | 133부작   |
| 2013 | MBC          | 《여왕의 교실》                                   | 오동구 모                                     | 16부작    |
| 2013 | KBS 2TV      | 《부부클리닉 사랑과 전쟁 2 - 아내가 애인인 남자》 |                                               | 1부작     |
| 2013 | SBS          | 《주군의 태양》                                   | 김희진                                        | 17부작    |
| 2013 | MBC          | 《메디컬 탑팀》                                   | 의사                                          | 20부작    |
| 2013 | KBS 2TV      | 《부부클리닉 사랑과 전쟁 2 - 살과의 전쟁》        | 지희                                          | 1부작     |
| 2013 | KBS 2TV      | 《부부클리닉 사랑과 전쟁 2 - 시누이 삼총사》      | 첫째 시누이                                   | 1부작     |
| 2014 | SBS          | 《잘 키운 딸 하나》                               | 아나운서 학원 선생                            | 122부작   |
| 2014 | MBC          | 《운명처럼 널 사랑해》                            | 여성잡지 기자                                 | 20부작    |
| 2014 | SBS          | 《청담동 스캔들》                                 | 한 비서                                       | 119부작   |
| 2014 | KBS 2TV      | 《부부클리닉 사랑과 전쟁 2 - 내 남편의 여자》     |                                               | 1부작     |
| 2015 | SBS          | 《황홀한 이웃》                                   | 고재희 팀장                                   | 119부작   |
| 2015 | 네이버TV     | 《바람의 유혹》 (웹 드라마)                       | 가현                                          | 5부작     |
| 2015 | tvN          | 《오 나의 귀신님》                                | 요리대회 심사위원                             | 16부작    |
| 2015 | MBC          | 《내일도 승리》                                   | 한세리를 찾아간 의문의 여자                   | 130부작   |
| 2015 | UMAX 올'리브 | 《나에게 건배》                                   |                                               | 10부작    |
| 2016 | OCN          | 《뱀파이어 탐정》                                 |                                               | 12부작    |
| 2016 | SBS          | 《돌아와요 아저씨》                               |                                               | 16부작    |
| 2016 | SBS          | 《대박》                                          | 기생                                          | 24부작    |
| 2016 | SBS          | 《아임 쏘리 강남구》                              | 오 마담                                       | 120부작   |
| 2017 | OCN          | 《보이스》                                        | 황경일 모친                                   | 16부작    |
| 2017 | KBS 1TV      | 《안단테》                                        | 수빈 엄마                                     | 16부작    |
| 2018 | MBC          | 《부잣집 아들》                                   |                                               | 100부작   |
| 2018 | KBS 2TV      | 《같이 살래요》                                   | 윤 실장                                       | 50부작    |
| 2020 | SBS          | 《편의점 샛별이》                                 | MEGA HIT 소속 매니지먼트 팀장                 | 특별 출연 |
| 2020 | TvN          | 《청춘기록》                                      | 시니어 모델 학원 원장                         | 16부작    |
| 2020 | MBC          | 《나를 사랑한 스파이》                            | 베로니카 장                                   | 특별 출연 |
| 2021 | Seezn        | 《썸머가이즈》 (웹 드라마)                        | 홍 여사                                       | 10부작    |
| 2021 | 매일방송     | 《보쌈 - 운명을 훔치다》                          | 기생                                          | 특별 출연 |
| 2022 | TvN          | 《킬힐》                                          | 장수미 상무                                   | 14부작    |
| 2022 | 웨이브       | 《청춘 블라썸》 (웹 드라마)                       | 최윤정                                        | 16부작    |
| 2022 | KBS 2TV      | 《태풍의 신부》                                   | 민주원                                        | 특별 출연 |

### 영화
| 연도 | 제목                        | 역할        | 감독   | 비고 |
| ---- | --------------------------- | ----------- | ------ | ---- |
| 1998 | 《조용한 가족》             | 내숭녀      | 김지훈 |      |
| 1998 | 《엑스트라》                |             | 신승수 |      |
| 1998 | 《해가 서쪽에서 뜬다면》    | 승연        | 이은   |      |
| 1999 | 《산전수전》                | 암벽 리포터 | 구임서 |      |
| 1999 | 《하우등》                  | 송연        | 김시언 |      |
| 2002 | 《2424》                    | 현지 처     | 이연우 |      |
| 2002 | 《유아독존》                | 여경        | 홍종오 |      |
| 2019 | 《아직 사랑하고 있습니까?》 | 류혜인      | 신양중 |      |

### 뉴스
| 연도 | 방송사    | 제목                | 역할   | 기간       | 비고 |
| ---- | --------- | ------------------- | ------ | ---------- | ---- |
| 2014 | OBS경인TV | 《독특한 연예뉴스》 | 인터뷰 | 2014.02.22 |      |

### 교양
| 연도 | 방송사  | 제목              | 역할   | 기간       | 비고 |
| ---- | ------- | ----------------- | ------ | ---------- | ---- |
| 2013 | KBS 2TV | 《여유만만》      | 게스트 | 2013.09.09 |      |
| 2019 | SBS     | 《좋은 아침》     | 게스트 | 2019.07.18 |      |
| 2021 | MBC     | 《기분 좋은 날》  | 게스트 | 2021.03.24 |      |
| 2022 | TV조선  | 《퍼펙트 라이프》 | 게스트 | 2022.10.12 |      |
| 2023 | SBS     | 《좋은 아침》     | 게스트 | 2023.07.21 |      |

### 예능
| 연도 | 방송사   | 제목                     | 역할   | 기간                  | 비고 |
| ---- | -------- | ------------------------ | ------ | --------------------- | ---- |
| 2019 | TV조선   | 《얼마예요?》            | 게스트 | 2019.07.29            |      |
| 2022 | TV조선   | 《우리 이혼했어요 2》    | 출연자 | 2022.05.06~2022.07.01 |      |
| 2022 | 채널A    | 《오은영의 금쪽 상담소》 | 게스트 | 2022.08.05            |      |
| 2022 | 매일방송 | 《건강한 가출 동거인》   | 게스트 | 2022.04.24            |      |

### 라디오
| 연도 | 방송사     | 제목                | 역할   | 기간       | 비고 |
| ---- | ---------- | ------------------- | ------ | ---------- | ---- |
| 2013 | SBS 파워FM | 《두시탈출 컬투쇼》 | 게스트 | 2013.03.12 |      |

### 광고
| 연도 | 광고주   | 브랜드                     | 종류   | 공동 출연 | 출처 |
| ---- | -------- | -------------------------- | ------ | --------- | ---- |
| 2015 | 레티나지 | 레티나지 로제데프레 미스트 | 화장품 |           |      |

## 가족 관계
- 전 배우자 : 조성민 (1974년 1월 9일 ~ ) (2000년 ~ 2020년)
  - 딸 : 조예은 (2003년 ~ )
  - 아들 : 조예준 (2011년 ~ )